# 셀루스 사냥감 보호구역

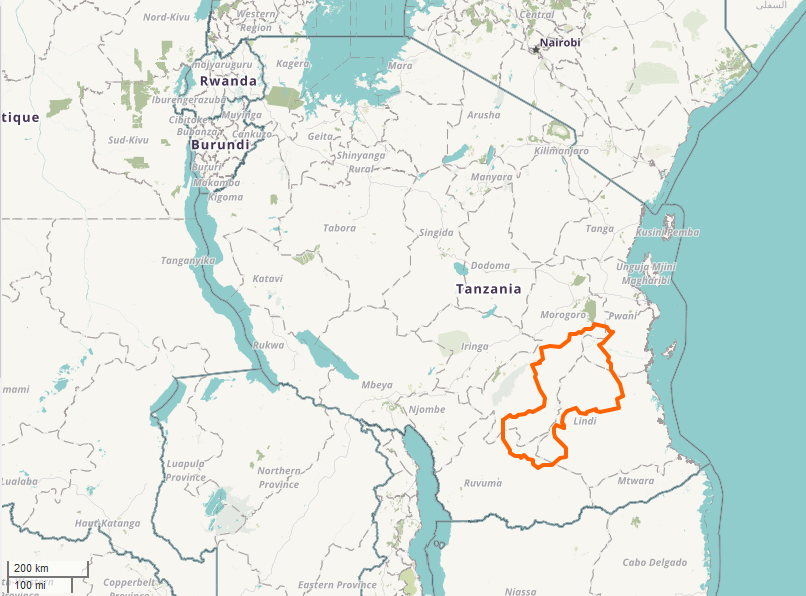
탄자니아 내에서의 위치

셀루스 사냥감 보호구역(Selous Game Reserve)은 동아프리카 탄자니아의 남부에 위치한 자연, 동물 보호구역이다. 추가적인 완충 구역을 포함한 50,000km2 이상의 면적으로 이루어져 있으며, 높은 수준의 생물다양성 및 초원이나 미옴보 삼림 서식지와 같은 광활하고 훼손되지 않은 자연 경관을 이유로 1982년 유네스코 세계유산으로 지정되었다. 2019년에는 보호구역 북부가 녜레레 국립공원(Nyerere National Park)으로 재지정되었다.